# Kvalifikace na Mistrovství světa ve fotbale 2018 (AFC)
Týmy, které se kvalifikují na mistrovství světa 2018 v zóně AFC, jsou rovněž kvalifikovány na Asijský pohár 2019 ve Spojených arabských emirátech.

## Formát
Zóna AFC má 4,5 postupových míst (4 týmy přímo na Mistrovství světa ve fotbale 2018 a pátý do mezikontinentální baráže).
Kvalifikace je rozdělena do následujících kol:
- První fáze – týmy z 35.-46. místa v žebříčku asijských týmů FIFA
- Druhé fáze – týmy z 1.-34. místa a 6 vítězů z prvního kola. 40 týmů je rozlosováno do 8 skupin po 5 týmech. Vítězové skupin a čtyři nejlepší týmy z druhého místa postupují do třetí fáze.
- Třetí fáze – z druhé fáze postoupilo 12 týmů. První 2 týmy z každé skupiny postupují na mistrovství světa a třetí tým do baráže o 5. místo.
- Baráž o 5. místo – dvojzápas mezi týmy z 3. místa ve třetím kole. Vítěz postupuje do mezikontinentální baráže.

## Rozdělení do fází
34 nejlepších týmů v žebříčku FIFA v lednu 2015 se kvalifikuje přímo do druhé fáze. Zbývajících 12 týmů začne v první fázi.
| Nasazeni do druhé fáze 1.-34. místo | Nasazeni do druhé fáze 1.-34. místo | Účastníci první fáze 35.-46. místo |
| --- | --- | --- |
| 1. Írán 2. Japonsko 3. Jižní Korea 4. Uzbekistán 5. SAE 6. Katar 7. Omán 8. Jordánsko 9. Čína 10. Austrálie 11. Saúdská Arábie 12. Bahrajn 13. Irák 14. Palestina 15. Libanon 16. Kuvajt 17. Filipíny | 1. Maledivy 2. Vietnam 3. Tádžikistán 4. Myanmar 5. Afghánistán 6. Thajsko 7. Turkmenistán 8. Severní Korea 9. Sýrie 10. Kyrgyzstán 11. Malajsie 12. Hongkong 13. Singapur 14. Indonésie 15. Laos 16. Guam 17. Bangladéš | 1. Indie 2. Srí Lanka 3. Jemen 4. Kambodža 5. Tchaj-wan 6. Východní Timor 7. Nepál 8. Macao 9. Pákistán 10. Mongolsko 11. Brunej 12. Bhútán |

## Program
| Fáze       | Kolo     | Termín          |
| ---------- | -------- | --------------- |
| První fáze | 1. zápas | 12. březen 2015 |
| První fáze | 2. zápas | 17. březen 2015 |

| Fáze       | Kolo | Termín            |
| ---------- | ---- | ----------------- |
| Druhá fáze | 1.   | 11. červen 2015   |
| Druhá fáze | 2.   | 16. červen 2015   |
| Druhá fáze | 3.   | 3. září 2015      |
| Druhá fáze | 4.   | 8. září 2015      |
| Druhá fáze | 5.   | 8. říjen 2015     |
| Druhá fáze | 6.   | 13. říjen 2015    |
| Druhá fáze | 7.   | 12. listopad 2015 |
| Druhá fáze | 8.   | 17. listopad 2015 |
| Druhá fáze | 9.   | 24. březen 2016   |
| Druhá fáze | 10.  | 29. březen 2016   |

| Fáze       | Kolo | Termín            |
| ---------- | ---- | ----------------- |
| Třetí fáze | 1.   | 1. září 2016      |
| Třetí fáze | 2.   | 6. září 2016      |
| Třetí fáze | 3.   | 6. říjen 2016     |
| Třetí fáze | 4.   | 11. říjen 2016    |
| Třetí fáze | 5.   | 15. listopad 2016 |
| Třetí fáze | 6.   | 23. březen 2017   |
| Třetí fáze | 7.   | 28. březen 2017   |
| Třetí fáze | 8.   | 13. červen 2017   |
| Třetí fáze | 9.   | 31. srpen 2017    |
| Třetí fáze | 10.  | 5. září 2017      |

| Fáze             | Kolo     | Termín         |
| ---------------- | -------- | -------------- |
| Baráž o 5. místo | 1. zápas | 5. říjen 2017  |
| Baráž o 5. místo | 2. zápas | 10. říjen 2017 |

## První fáze
V tomto kole se utkalo 12 nejhorších asijských týmů ve světovém žebříčku FIFA v lednu 2015. Byly vylosovány do 6 dvojic a odehrály dvojzápasy. Vítězové dvojzápasů postoupí do 2. fáze.

### Los
Losování první fáze proběhlo 10. února 2015 v Kuala Lumpur. Týmy byly rozěleny do košů. Byly proti sobě nalosovány týmy z koše A a B.
| Koš A | Koš B                                                                                              |
| --- | -------------------------------------------------------------------------------------------------- |
| 1. Indie (171) 2. Srí Lanka (172) 3. Jemen (176) 4. Kambodža (179) 5. Tchaj-wan (182) 6. Východní Timor (185) | 1. Nepál (186) 2. Macao (186) 3. Pákistán (188) 4. Mongolsko (194) 5. Brunej (198) 6. Bhútán (209) |

### Zápasy
| 12. březen 2015 |     |       |                                          |
| Indie           | 2-0 | Nepál | Indira Gandhi Athletic Stadium, Guwahati |
|                 |     |       | Indira Gandhi Athletic Stadium, Guwahati |

| 17. březen 2015 |     |       |                                       |
| Nepál           | 0-0 | Indie | Stadion Dasarath Rangasala, Kathmandu |
|                 |     |       | Stadion Dasarath Rangasala, Kathmandu |

- Indie vyhrála dvojzápas 2-0 a postoupila do druhé fáze.

| 12. březen 2015 |     |          |                                   |
| Jemen           | 3-1 | Pákistán | Grand Hamad Stadium, Doha (Katar) |
|                 |     |          | Grand Hamad Stadium, Doha (Katar) |

| 23. březen 2015 |     |       |                                                    |
| Pákistán        | 0-0 | Jemen | Khalifa Sports City Stadium, Madinat Isa (Bahrajn) |
|                 |     |       | Khalifa Sports City Stadium, Madinat Isa (Bahrajn) |

- Jemen vyhrál dvojzápas 3-1 a postoupil do druhé fáze.

| 12. březen 2015 |     |           |                       |
| Východní Timor  | 4-1 | Mongolsko | Národní stadion, Dili |
|                 |     |           | Národní stadion, Dili |

| 17. březen 2015 |     |                |                                  |
| Mongolsko       | 0-1 | Východní Timor | MFF Football Centre, Ulaan Bator |
|                 |     |                | MFF Football Centre, Ulaan Bator |

- Východní Timor vyhrál dvojzápas 5-1 a postoupil do druhé fáze.

| 12. březen 2015 |     |       |                              |
| Kambodža        | 3-0 | Macao | RCAF Old Stadium, Phnom Penh |
|                 |     |       | RCAF Old Stadium, Phnom Penh |

| 17. březen 2015 |     |          |                                 |
| Macao           | 1-1 | Kambodža | Estádio Campo Desportivo, Taipa |
|                 |     |          | Estádio Campo Desportivo, Taipa |

- Kambodža vyhrála dvojzápas 4-1 a postoupila do druhé fáze.

| 12. březen 2015 |     |        |                             |
| Tchaj-wan       | 0-1 | Brunej | Narodovy Stadion, Kaohsiung |
|                 |     |        | Narodovy Stadion, Kaohsiung |

| 17. březen 2015 |     |           |                                                      |
| Brunej          | 0-2 | Tchaj-wan | Sultan Hassanal Bolkiah Stadion, Bandar Seri Begawan |
|                 |     |           | Sultan Hassanal Bolkiah Stadion, Bandar Seri Begawan |

- Tchaj-wan vyhrála dvojzápas 2-1 a postoupila do druhé fáze.

| 12. březen 2015 |     |        |                              |
| Srí Lanka       | 0-1 | Bhútán | Sugathadasa Stadium, Kolombo |
|                 |     |        | Sugathadasa Stadium, Kolombo |

| 17. březen 2015 |     |           |                        |
| Bhútán          | 2-1 | Srí Lanka | Changlimithang, Thimbú |
|                 |     |           | Changlimithang, Thimbú |

- Bhútán vyhrál dvojzápas 3-1 a postoupil do druhé fáze.

## Druhá fáze
Tohoto kola se zúčastnilo 6 vítězů z předchozího kola a 34 nejlepších týmů z AFC. Byly rozděleny do osmi skupin po pěti týmech. Vítězové skupin a čtyři nejlepší týmy z druhých míst se postoupily do dalšího kola.
Rozlosování skupin se konalo 14. dubna 2015.

### Skupiny

#### Skupina A
| Tým            | Z | V | R | P | VG | IG | +/− | B  |
| -------------- | - | - | - | - | -- | -- | --- | -- |
| Saúdská Arábie | 8 | 6 | 2 | 0 | 28 | 4  | +24 | 20 |
| SAE            | 8 | 5 | 2 | 1 | 25 | 4  | +21 | 17 |
| Palestina      | 8 | 3 | 3 | 2 | 22 | 6  | +16 | 12 |
| Malajsie       | 8 | 1 | 1 | 6 | 3  | 30 | −27 | 4  |
| Východní Timor | 8 | 0 | 2 | 6 | 2  | 36 | −34 | 2  |

#### Skupina B
| Tým         | Z | V | R | P | VG | IG | +/− | B  |
| ----------- | - | - | - | - | -- | -- | --- | -- |
| Austrálie   | 8 | 7 | 0 | 1 | 29 | 4  | +25 | 21 |
| Jordánsko   | 8 | 5 | 1 | 2 | 21 | 7  | +14 | 16 |
| Kyrgyzstán  | 8 | 4 | 2 | 2 | 10 | 8  | +2  | 14 |
| Tádžikistán | 8 | 1 | 2 | 5 | 9  | 20 | −11 | 5  |
| Bangladéš   | 8 | 0 | 1 | 7 | 2  | 32 | −30 | 1  |

#### Skupina C
| Tým      | Z | V | R | P | VG | IG | +/− | B  |
| -------- | - | - | - | - | -- | -- | --- | -- |
| Katar    | 8 | 7 | 0 | 1 | 29 | 4  | +25 | 21 |
| Čína     | 8 | 5 | 2 | 1 | 27 | 1  | +26 | 17 |
| Hongkong | 8 | 4 | 2 | 2 | 13 | 5  | +8  | 14 |
| Maledivy | 8 | 2 | 0 | 6 | 8  | 20 | −12 | 6  |
| Bhútán   | 8 | 0 | 0 | 8 | 5  | 52 | −47 | 0  |

#### Skupina D
| Tým          | Z | V | R | P | VG | IG | +/− | B  |
| ------------ | - | - | - | - | -- | -- | --- | -- |
| Írán         | 8 | 6 | 2 | 0 | 26 | 3  | +23 | 20 |
| Omán         | 8 | 4 | 2 | 2 | 11 | 7  | +4  | 14 |
| Turkmenistán | 8 | 4 | 1 | 3 | 10 | 11 | −1  | 13 |
| Guam         | 8 | 2 | 1 | 5 | 3  | 16 | −13 | 7  |
| Indie        | 8 | 1 | 0 | 7 | 5  | 18 | −13 | 3  |

#### Skupina E
| Tým         | Z | V | R | P | VG | IG | +/− | B  |
| ----------- | - | - | - | - | -- | -- | --- | -- |
| Japonsko    | 8 | 7 | 1 | 0 | 27 | 0  | +27 | 22 |
| Sýrie       | 8 | 6 | 0 | 2 | 26 | 11 | +15 | 18 |
| Singapur    | 8 | 3 | 1 | 4 | 9  | 9  | 0   | 10 |
| Afghánistán | 8 | 3 | 0 | 5 | 8  | 24 | −16 | 9  |
| Kambodža    | 8 | 0 | 0 | 8 | 1  | 27 | −26 | 0  |

#### Skupina F
| Tým       | Z | V | R | P | VG | IG | +/− | B  |
| --------- | - | - | - | - | -- | -- | --- | -- |
| Thajsko   | 6 | 4 | 2 | 0 | 14 | 6  | +8  | 14 |
| Irák      | 6 | 3 | 3 | 0 | 13 | 6  | +7  | 12 |
| Vietnam   | 6 | 2 | 1 | 3 | 7  | 8  | −1  | 7  |
| Tchaj-wan | 6 | 0 | 0 | 6 | 5  | 19 | −14 | 0  |

#### Skupina G
| Tým         | Z | V | R | P | VG | IG | +/− | B  |
| ----------- | - | - | - | - | -- | -- | --- | -- |
| Jižní Korea | 8 | 8 | 0 | 0 | 27 | 0  | +27 | 24 |
| Libanon     | 8 | 3 | 2 | 3 | 12 | 6  | +6  | 11 |
| Kuvajt      | 8 | 3 | 1 | 4 | 12 | 10 | +2  | 10 |
| Myanmar     | 8 | 2 | 2 | 4 | 9  | 21 | −12 | 8  |
| Laos        | 8 | 1 | 1 | 6 | 6  | 29 | −23 | 4  |

#### Skupina H
| Tým           | Z | V | R | P | VG | IG | +/− | B  |
| ------------- | - | - | - | - | -- | -- | --- | -- |
| Uzbekistán    | 8 | 7 | 0 | 1 | 20 | 7  | +13 | 21 |
| Severní Korea | 8 | 5 | 1 | 2 | 14 | 8  | +6  | 16 |
| Filipíny      | 8 | 3 | 1 | 4 | 8  | 12 | −4  | 10 |
| Bahrajn       | 8 | 3 | 0 | 5 | 10 | 10 | 0   | 9  |
| Jemen         | 8 | 1 | 0 | 7 | 2  | 17 | −15 | 3  |

## Třetí fáze
V tomto kole bylo 12 týmů (8 vítězů skupin a 4 nejlepší z druhého místa) z předchozího kola. Byly rozděleny do dvou skupin. Každá skupina měla šest týmů. Dva nejlepší týmy ve skupině se kvalifikují na mistrovství světa 2018, zatímco třetí týmy se postoupí do baráže.
Losování se konalo 12. dubna 2016.

### Los
| Koš 1                          | Koš 2                                | Koš 3                                     | Koš 4                    | Koš 5                       | Koš 6                           |
| ------------------------------ | ------------------------------------ | ----------------------------------------- | ------------------------ | --------------------------- | ------------------------------- |
| 1. Írán (42) 2. Austrálie (50) | 1. Jižní Korea (56) 2. Japonsko (57) | 1. Saúdská Arábie (60) 2. Uzbekistán (66) | 1. SAE (68) 2. Čína (81) | 1. Katar (83) 2. Irák (105) | 1. Sýrie (110) 2. Thajsko (119) |

### Skupiny
Skupina A
| Tým         | Z  | V | R | P | VG | IG | +/- | B  |
| ----------- | -- | - | - | - | -- | -- | --- | -- |
| Írán        | 10 | 6 | 4 | 0 | 10 | 2  | +8  | 22 |
| Jižní Korea | 10 | 4 | 3 | 3 | 11 | 10 | +1  | 15 |
| Sýrie       | 10 | 3 | 4 | 3 | 9  | 8  | +1  | 13 |
| Uzbekistán  | 10 | 4 | 1 | 5 | 6  | 7  | -1  | 13 |
| Čína        | 10 | 3 | 3 | 4 | 8  | 10 | -2  | 12 |
| Katar       | 10 | 2 | 1 | 7 | 8  | 15 | -7  | 7  |

Skupina B
| Tým            | Z  | V | R | P | VG | IG | +/- | B  |
| -------------- | -- | - | - | - | -- | -- | --- | -- |
| Japonsko       | 10 | 6 | 2 | 2 | 17 | 7  | +10 | 20 |
| Saúdská Arábie | 10 | 6 | 1 | 3 | 17 | 10 | +7  | 19 |
| Austrálie      | 10 | 5 | 4 | 1 | 16 | 11 | +5  | 19 |
| SAE            | 10 | 4 | 1 | 5 | 10 | 13 | -3  | 13 |
| Irák           | 10 | 3 | 2 | 5 | 11 | 12 | -1  | 11 |
| Thajsko        | 10 | 0 | 2 | 8 | 6  | 24 | -18 | 2  |

## Baráž o 5. místo
Do tohoto kola postoupí 2 týmy ze třetích míst z předchozího kola. Budou hrát dvojzápas. Vítěz postoupí do mezikontinentální baráže.
| 5.10.2017                |                            |                  |                                  |
| Sýrie                    | 1–1                        | Austrálie        | rozhodčí: Alireza Faghani (Írán) |
| Omar Al Somah 85' (pen.) | Report (FIFA) Report (AFC) | Robbie Kruse 40' | rozhodčí: Alireza Faghani (Írán) |

| 10.10.2017           |                            |                  |                                                                                 |
| Austrálie            | 2–1                        | Sýrie            | Stadium Australia, Sydney diváci: 42,136 rozhodčí: Ravshan Irmatov (Uzbekistán) |
| Tim Cahill 13', 109' | Report (FIFA) Report (AFC) | Omar Al Somah 6' | Stadium Australia, Sydney diváci: 42,136 rozhodčí: Ravshan Irmatov (Uzbekistán) |